# ストラフォード伯爵
ストラフォード伯爵（ストラフォードはくしゃく、英語: Earl of Strafford）は、イギリスの伯爵位。
過去に三回創設されており、第1期はトマス・ウェントワースが1640年にイングランド貴族として叙されたのに始まるが、二代で絶えた。第2期はその弟の孫であるトマス・ウェントワースが1711年にグレートブリテン貴族として叙されたのに始まるが、3代で絶えた。現存する第3期はトリントン子爵ビング家の分流でウェントワース家の女系の子孫であるジョン・ビングが1847年に連合王国貴族として叙されたのに始まる。

## 歴史

### ウェントワース家(第1期)
ウェントワース家はヨークシャー・ウェントワース・ウッドハウスを中心に土地を保有するジェントリ（地主）の家系である。ウェントワース家の当主で最初に称号を得たのは1611年6月29日に準男爵に叙せられたウィリアム・ウェントワース (-1614) である。

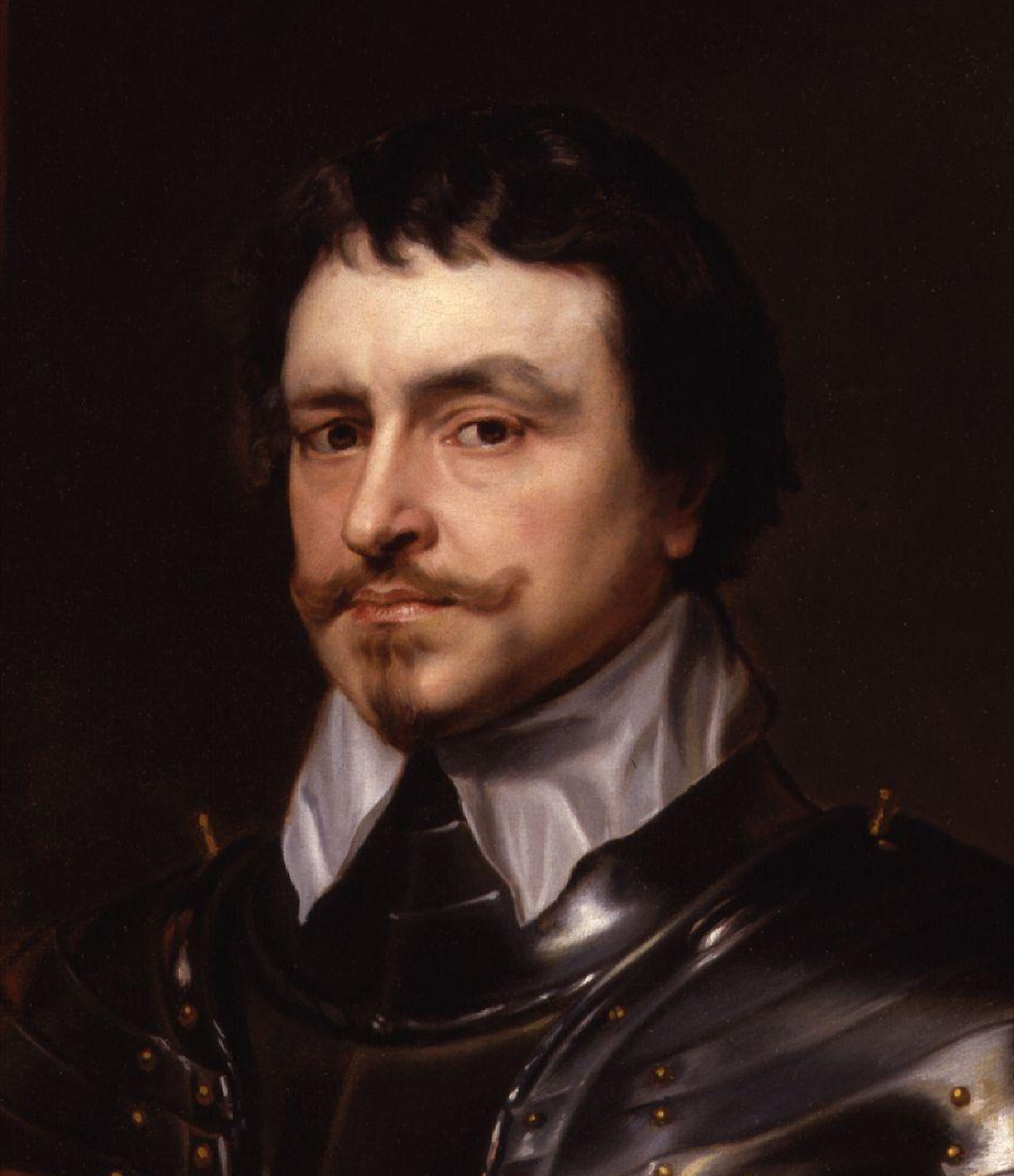
初代ストラフォード伯(第1期)トマス・ウェントワース

彼の長男である第2代準男爵トマス・ウェントワース (1593–1641) は、清教徒革命（イングランド内戦）前夜の国王チャールズ1世の親政期（1629年 - 1640年）にカンタベリー大主教ウィリアム・ロードと共に国王側近として専制政治を行い、1640年から1641年にかけての議会で専制政治の責任を追及されて処刑された人物として知られる。それまでに国王から次々と爵位を与えられ、1628年7月22日にイングランド貴族爵位「ウェントワース・ウッドハウスのウェントワース男爵 (Baron Wentworth, of Wentworth Woodhouse)」と「ニューマーチ＝オーバーズリー男爵 (Baron of Newmarch and Oversley)」、同年12月13日に「ウェントワース子爵 (Viscount Wentworth)」、そして1640年1月12日にストラフォード伯爵と「ダラム州・主教管区におけるレイビー男爵 (Baron of Raby in the County or Bishopric of Durham)」に叙せられた。このうちレイビー男爵は弟ウィリアムとジョージへの特別継承権が認められていた。
初代伯の処刑とともに全保有爵位が剥奪されたが、王政復古後の1662年5月19日の議会法により、初代伯の長男ウィリアム(1626–1695) に爵位回復が認められた。しかし彼には子供がなく、彼の死とともにレイビー男爵位を除く全爵位が廃絶した。

### ウェントワース家(第2期)
レイビー男爵位のみ特別継承権で初代伯（第1期）トマスの弟ウィリアムの孫にあたるトマス・ウェントワース (1672–1739)に継承された。彼は軍人・外交官・政治家として活躍し、駐プロイセン大使（在職1705年-1711年）や駐オランダ大使（在職1711年-1714年）、海軍大臣（在職1712年-1714年）などを歴任し、1711年6月29日に新規にグレートブリテン貴族爵位「ヨーク州におけるスタインバラおよびウェントワース・ウッドハウスのウェントワース子爵 (Viscount Wentworth, of Wentworth Woodhouse and of Stainborough in the County of York)」とストラフォード伯爵に叙せられた。この2つの爵位は特別継承権として弟ピーターへの継承権を認めていた。
初代伯の死後、その長男であるウィリアム(1722–1791) が2代伯爵を継承したが、彼には子供がなかったため、彼の死後、特別継承権の規定により初代伯の弟ピーターの孫にあたるフレデリック (1732–1799) が爵位を継承した。しかし彼も子供がなかったので彼の死とともに爵位は廃絶した。

### ビング家
初代ストラフォード伯（第2期）トマスの孫娘アン・コノリーとジョージ・ビング（初代トリントン子爵ジョージ・ビングの四男ロバート・ビングの長男）の間の四男であるジョン・ビング (1772–1860)は、陸軍軍人としてフランス革命戦争やナポレオン戦争に従軍し、陸軍元帥まで昇進した人物である。彼は1835年5月12日に連合王国貴族「ミドルセックス州におけるハーモンズワースのストラフォード男爵 (Baron Strafford, of Harmondsworth in the County of Middlesex) 」、1847年9月18日に連合王国貴族「ミドルセックス州におけるインフィールドのインフィールド子爵 (Viscount Enfield of Enfield in the County of Middlesex)」とストラフォード伯爵に叙せられた。以降これらの爵位は彼の男系男子によって現在まで継承されている。
2代伯ジョージ(1806–1886) と3代伯ジョージ(1830–1898) は、ホイッグ党・自由党の政治家として政府の役職を歴任した。
2017年現在の当主は第9代伯爵ロバート・ビング (1964-) である。家訓は「守り抜く (Tuebor) 」。

## 現当主の保有爵位
現当主の9代ストラフォード伯ロバート・ビングは以下の爵位を保有している。
- 第9代ストラフォード伯爵 (8th Earl of Strafford)

(1847年9月18日の勅許状による連合王国貴族爵位)
- ミドルセックス州におけるインフィールドの第9代インフィールド子爵 (8th Viscount Enfield, of Enfield in the County of Middlesex)

(1847年9月18日の勅許状による連合王国貴族爵位) ※法定推定相続人の儀礼称号
- ミドルセックス州におけるハーモンズワースの第9代ストラフォード男爵 (8th Baron Strafford, of Harmondsworth in the County of Middlesex)

(1835年5月18日の勅許状による連合王国貴族)

## 一覧

### ウェントワース・ウッドハウスのウェントワース準男爵 (1611年)
- 初代準男爵サー・ウィリアム・ウェントワース (-1614)
- 2代準男爵サー・トマス・ウェントワース (1593–1641) (1640年にストラフォード伯とレイビー男爵に叙される)

### ストラフォード伯 第1期 (1640年)
- 初代ストラフォード伯・初代レイビー男爵トマス・ウェントワース (1593–1641) (1641年に剥奪)
- 2代ストラフォード伯・2代レイビー男爵ウィリアム・ウェントワース（英語版） (1626–1695) (1662年に爵位回復)

### レイビー男爵 (1640年)
- 3代レイビー男爵トマス・ウェントワース (1672–1739) (1711年にストラフォード伯に叙される)

### ストラフォード伯 第2期 (1711年)
- 初代ストラフォード伯・3代レイビー男爵トマス・ウェントワース (1672–1739)
- 2代ストラフォード伯・4代レイビー男爵ウィリアム・ウェントワース（英語版） (1722–1791)
- 3代ストラフォード伯・5代レイビー男爵フレデリック・トマス・ウェントワース (1732–1799)

### ストラフォード伯 第3期 (1847年)
- 初代ストラフォード伯ジョン・ビング (1772–1860)
- 2代ストラフォード伯ジョージ・スティーブンズ・ビング（英語版） (1806–1886)
- 3代ストラフォード伯ジョージ・ヘンリー・チャールズ・ビング（英語版） (1830–1898)
- 4代ストラフォード伯ヘンリー・ウィリアム・ジョン・ビング（英語版） (1831–1899)
- 5代ストラフォード伯フランシス・エドムンド・セシル・ビング（英語版） (1835–1918)
- 6代ストラフォード伯エドムンド・ヘンリー・ビング（英語版） (1861–1951)
- 7代ストラフォード伯ロバート・セシル・ビング (1904-1984) - 6代めの甥。ケンブリッジ大学で白洲次郎と学友となり、ロビンと呼ばれる間柄だった[7]。
- 8代ストラフォード伯トマス・エドムンド・ビング (1936-2016)
- 9代ストラフォード伯ロバート・ビング(1964-)
  - 法定推定相続人は、現当主の長男インフィールド子爵(儀礼称号)サミュエル・ピーター・ビング (1998-)

## 系譜図
|  |  | | | | | | | | | | | ウィリアム・ウェントワース 初代準男爵 (-1614) | | | | | | | | | | | |                            |                            | | | | | | |  |  |  |  |  |  |  |  |  |  |  |  |  |  |  |  |  |  |
|  |  | | | | | | | | | | | | | | | | | | | | | | |                            |                            | | | | | | |  |  |  |  |  |  |  |  |  |  |  |  |  |  |  |  |  |  |
|  |  | | | | | | | | | | | | | | | | | | | | | | |                            |                            | | | | | | |  |  |  |  |  |  |  |  |  |  |  |  |  |  |  |  |  |  |
|  |  | | | | | | | トマス・ウェントワース 初代ストラフォード伯爵 (第1期) 初代ウェントワース子爵 初代ウェントワース男爵 初代ニューマーチ＝オーバーズリー男爵 初代レイビー男爵 第2代準男爵 (1593-1641)  | トマス・ウェントワース 初代ストラフォード伯爵 (第1期) 初代ウェントワース子爵 初代ウェントワース男爵 初代ニューマーチ＝オーバーズリー男爵 初代レイビー男爵 第2代準男爵 (1593-1641)  | トマス・ウェントワース 初代ストラフォード伯爵 (第1期) 初代ウェントワース子爵 初代ウェントワース男爵 初代ニューマーチ＝オーバーズリー男爵 初代レイビー男爵 第2代準男爵 (1593-1641)  | トマス・ウェントワース 初代ストラフォード伯爵 (第1期) 初代ウェントワース子爵 初代ウェントワース男爵 初代ニューマーチ＝オーバーズリー男爵 初代レイビー男爵 第2代準男爵 (1593-1641)  | トマス・ウェントワース 初代ストラフォード伯爵 (第1期) 初代ウェントワース子爵 初代ウェントワース男爵 初代ニューマーチ＝オーバーズリー男爵 初代レイビー男爵 第2代準男爵 (1593-1641)  | トマス・ウェントワース 初代ストラフォード伯爵 (第1期) 初代ウェントワース子爵 初代ウェントワース男爵 初代ニューマーチ＝オーバーズリー男爵 初代レイビー男爵 第2代準男爵 (1593-1641)  | | | ウィリアム・ウェントワース                                                                             | ウィリアム・ウェントワース                                                                             | ウィリアム・ウェントワース                                                                             | ウィリアム・ウェントワース                                                                             | ウィリアム・ウェントワース                                                                             | ウィリアム・ウェントワース                                                                             | | |                            |                            | | | | | | |  |  |  |  |  |  |  |  |  |  |  |  |  |  |  |  |  |  |
|  |  | | | | | | | トマス・ウェントワース 初代ストラフォード伯爵 (第1期) 初代ウェントワース子爵 初代ウェントワース男爵 初代ニューマーチ＝オーバーズリー男爵 初代レイビー男爵 第2代準男爵 (1593-1641)  | トマス・ウェントワース 初代ストラフォード伯爵 (第1期) 初代ウェントワース子爵 初代ウェントワース男爵 初代ニューマーチ＝オーバーズリー男爵 初代レイビー男爵 第2代準男爵 (1593-1641)  | トマス・ウェントワース 初代ストラフォード伯爵 (第1期) 初代ウェントワース子爵 初代ウェントワース男爵 初代ニューマーチ＝オーバーズリー男爵 初代レイビー男爵 第2代準男爵 (1593-1641)  | トマス・ウェントワース 初代ストラフォード伯爵 (第1期) 初代ウェントワース子爵 初代ウェントワース男爵 初代ニューマーチ＝オーバーズリー男爵 初代レイビー男爵 第2代準男爵 (1593-1641)  | トマス・ウェントワース 初代ストラフォード伯爵 (第1期) 初代ウェントワース子爵 初代ウェントワース男爵 初代ニューマーチ＝オーバーズリー男爵 初代レイビー男爵 第2代準男爵 (1593-1641)  | トマス・ウェントワース 初代ストラフォード伯爵 (第1期) 初代ウェントワース子爵 初代ウェントワース男爵 初代ニューマーチ＝オーバーズリー男爵 初代レイビー男爵 第2代準男爵 (1593-1641)  | | | ウィリアム・ウェントワース                                                                             | ウィリアム・ウェントワース                                                                             | ウィリアム・ウェントワース                                                                             | ウィリアム・ウェントワース                                                                             | ウィリアム・ウェントワース                                                                             | ウィリアム・ウェントワース                                                                             | | |                            |                            | | | | | | |  |  |  |  |  |  |  |  |  |  |  |  |  |  |  |  |  |  |
|  |  | | | | | | | ウィリアム・ウェントワース 第2代ストラフォード伯爵 第2代ウェントワース子爵 第2代ウェントワース男爵 第2代ニューマーチ＝オーバーズリー男爵 第2代レイビー男爵 第3代準男爵 (1626-1695) | ウィリアム・ウェントワース 第2代ストラフォード伯爵 第2代ウェントワース子爵 第2代ウェントワース男爵 第2代ニューマーチ＝オーバーズリー男爵 第2代レイビー男爵 第3代準男爵 (1626-1695) | ウィリアム・ウェントワース 第2代ストラフォード伯爵 第2代ウェントワース子爵 第2代ウェントワース男爵 第2代ニューマーチ＝オーバーズリー男爵 第2代レイビー男爵 第3代準男爵 (1626-1695) | ウィリアム・ウェントワース 第2代ストラフォード伯爵 第2代ウェントワース子爵 第2代ウェントワース男爵 第2代ニューマーチ＝オーバーズリー男爵 第2代レイビー男爵 第3代準男爵 (1626-1695) | ウィリアム・ウェントワース 第2代ストラフォード伯爵 第2代ウェントワース子爵 第2代ウェントワース男爵 第2代ニューマーチ＝オーバーズリー男爵 第2代レイビー男爵 第3代準男爵 (1626-1695) | ウィリアム・ウェントワース 第2代ストラフォード伯爵 第2代ウェントワース子爵 第2代ウェントワース男爵 第2代ニューマーチ＝オーバーズリー男爵 第2代レイビー男爵 第3代準男爵 (1626-1695) | | | ウィリアム・ウェントワース                                                                             | ウィリアム・ウェントワース                                                                             | ウィリアム・ウェントワース                                                                             | ウィリアム・ウェントワース                                                                             | ウィリアム・ウェントワース                                                                             | ウィリアム・ウェントワース                                                                             | | |                            |                            | | | | | | |  |  |  |  |  |  |  |  |  |  |  |  |  |  |  |  |  |  |
|  |  | | | | | | | ウィリアム・ウェントワース 第2代ストラフォード伯爵 第2代ウェントワース子爵 第2代ウェントワース男爵 第2代ニューマーチ＝オーバーズリー男爵 第2代レイビー男爵 第3代準男爵 (1626-1695) | ウィリアム・ウェントワース 第2代ストラフォード伯爵 第2代ウェントワース子爵 第2代ウェントワース男爵 第2代ニューマーチ＝オーバーズリー男爵 第2代レイビー男爵 第3代準男爵 (1626-1695) | ウィリアム・ウェントワース 第2代ストラフォード伯爵 第2代ウェントワース子爵 第2代ウェントワース男爵 第2代ニューマーチ＝オーバーズリー男爵 第2代レイビー男爵 第3代準男爵 (1626-1695) | ウィリアム・ウェントワース 第2代ストラフォード伯爵 第2代ウェントワース子爵 第2代ウェントワース男爵 第2代ニューマーチ＝オーバーズリー男爵 第2代レイビー男爵 第3代準男爵 (1626-1695) | ウィリアム・ウェントワース 第2代ストラフォード伯爵 第2代ウェントワース子爵 第2代ウェントワース男爵 第2代ニューマーチ＝オーバーズリー男爵 第2代レイビー男爵 第3代準男爵 (1626-1695) | ウィリアム・ウェントワース 第2代ストラフォード伯爵 第2代ウェントワース子爵 第2代ウェントワース男爵 第2代ニューマーチ＝オーバーズリー男爵 第2代レイビー男爵 第3代準男爵 (1626-1695) | | | ウィリアム・ウェントワース                                                                             | ウィリアム・ウェントワース                                                                             | ウィリアム・ウェントワース                                                                             | ウィリアム・ウェントワース                                                                             | ウィリアム・ウェントワース                                                                             | ウィリアム・ウェントワース                                                                             | | |                            |                            | | | | | | |  |  |  |  |  |  |  |  |  |  |  |  |  |  |  |  |  |  |
|  |  | | | | | | | | | | | | | | | | | | | | | | |                            |                            | | | | | | |  |  |  |  |  |  |  |  |  |  |  |  |  |  |  |  |  |  |
|  |  | | | | | トマス・ウェントワース 初代ストラフォード伯爵 (第2期) 初代ウェントワース子爵 第3代レイビー男爵 (1672-1739) | トマス・ウェントワース 初代ストラフォード伯爵 (第2期) 初代ウェントワース子爵 第3代レイビー男爵 (1672-1739) | トマス・ウェントワース 初代ストラフォード伯爵 (第2期) 初代ウェントワース子爵 第3代レイビー男爵 (1672-1739)                                                                         | トマス・ウェントワース 初代ストラフォード伯爵 (第2期) 初代ウェントワース子爵 第3代レイビー男爵 (1672-1739)                                                                         | トマス・ウェントワース 初代ストラフォード伯爵 (第2期) 初代ウェントワース子爵 第3代レイビー男爵 (1672-1739)                                                                         | トマス・ウェントワース 初代ストラフォード伯爵 (第2期) 初代ウェントワース子爵 第3代レイビー男爵 (1672-1739)                                                                         | | | | | | | | | | | | |                            |                            | ピーター・ウェントワース                                                                                   | ピーター・ウェントワース                                                                                   | ピーター・ウェントワース                                                                                   | ピーター・ウェントワース                                                                                   | ピーター・ウェントワース                                                                                   | ピーター・ウェントワース                                                                                   |  |  |  |  |  |  |  |  |  |  |  |  |  |  |  |  |  |  |
|  |  | | | | | トマス・ウェントワース 初代ストラフォード伯爵 (第2期) 初代ウェントワース子爵 第3代レイビー男爵 (1672-1739) | トマス・ウェントワース 初代ストラフォード伯爵 (第2期) 初代ウェントワース子爵 第3代レイビー男爵 (1672-1739) | トマス・ウェントワース 初代ストラフォード伯爵 (第2期) 初代ウェントワース子爵 第3代レイビー男爵 (1672-1739)                                                                         | トマス・ウェントワース 初代ストラフォード伯爵 (第2期) 初代ウェントワース子爵 第3代レイビー男爵 (1672-1739)                                                                         | トマス・ウェントワース 初代ストラフォード伯爵 (第2期) 初代ウェントワース子爵 第3代レイビー男爵 (1672-1739)                                                                         | トマス・ウェントワース 初代ストラフォード伯爵 (第2期) 初代ウェントワース子爵 第3代レイビー男爵 (1672-1739)                                                                         | | | | | | | | | | | | |                            |                            | ピーター・ウェントワース                                                                                   | ピーター・ウェントワース                                                                                   | ピーター・ウェントワース                                                                                   | ピーター・ウェントワース                                                                                   | ピーター・ウェントワース                                                                                   | ピーター・ウェントワース                                                                                   |  |  |  |  |  |  |  |  |  |  |  |  |  |  |  |  |  |  |
|  |  | | | | | | | | | | | | | | | | | | | | | | |                            |                            | | | | | | |  |  |  |  |  |  |  |  |  |  |  |  |  |  |  |  |  |  |
|  |  | ウィリアム・ウェントワース 第2代ストラフォード伯爵 第2代ウェントワース子爵 第4代レイビー男爵 (1722-1791) | ウィリアム・ウェントワース 第2代ストラフォード伯爵 第2代ウェントワース子爵 第4代レイビー男爵 (1722-1791) | ウィリアム・ウェントワース 第2代ストラフォード伯爵 第2代ウェントワース子爵 第4代レイビー男爵 (1722-1791) | ウィリアム・ウェントワース 第2代ストラフォード伯爵 第2代ウェントワース子爵 第4代レイビー男爵 (1722-1791) | ウィリアム・ウェントワース 第2代ストラフォード伯爵 第2代ウェントワース子爵 第4代レイビー男爵 (1722-1791)   | ウィリアム・ウェントワース 第2代ストラフォード伯爵 第2代ウェントワース子爵 第4代レイビー男爵 (1722-1791)   | | | アン・ウェントワース (-1797) | アン・ウェントワース (-1797) | アン・ウェントワース (-1797) | アン・ウェントワース (-1797) | アン・ウェントワース (-1797)                                                                           | アン・ウェントワース (-1797)                                                                           | | | ウィリアム・コノリー                                                                                   | ウィリアム・コノリー                                                                                   | ウィリアム・コノリー                                                                                   | ウィリアム・コノリー                                                                                   | ウィリアム・コノリー                                                                                   | ウィリアム・コノリー                                                                                   |                            |                            | ウィリアム・ウェントワース                                                                                 | ウィリアム・ウェントワース                                                                                 | ウィリアム・ウェントワース                                                                                 | ウィリアム・ウェントワース                                                                                 | ウィリアム・ウェントワース                                                                                 | ウィリアム・ウェントワース                                                                                 |  |  |  |  |  |  |  |  |  |  |  |  |  |  |  |  |  |  |
|  |  | ウィリアム・ウェントワース 第2代ストラフォード伯爵 第2代ウェントワース子爵 第4代レイビー男爵 (1722-1791) | ウィリアム・ウェントワース 第2代ストラフォード伯爵 第2代ウェントワース子爵 第4代レイビー男爵 (1722-1791) | ウィリアム・ウェントワース 第2代ストラフォード伯爵 第2代ウェントワース子爵 第4代レイビー男爵 (1722-1791) | ウィリアム・ウェントワース 第2代ストラフォード伯爵 第2代ウェントワース子爵 第4代レイビー男爵 (1722-1791) | ウィリアム・ウェントワース 第2代ストラフォード伯爵 第2代ウェントワース子爵 第4代レイビー男爵 (1722-1791)   | ウィリアム・ウェントワース 第2代ストラフォード伯爵 第2代ウェントワース子爵 第4代レイビー男爵 (1722-1791)   | | | アン・ウェントワース (-1797) | アン・ウェントワース (-1797) | アン・ウェントワース (-1797) | アン・ウェントワース (-1797) | アン・ウェントワース (-1797)                                                                           | アン・ウェントワース (-1797)                                                                           | | | ウィリアム・コノリー                                                                                   | ウィリアム・コノリー                                                                                   | ウィリアム・コノリー                                                                                   | ウィリアム・コノリー                                                                                   | ウィリアム・コノリー                                                                                   | ウィリアム・コノリー                                                                                   |                            |                            | ウィリアム・ウェントワース                                                                                 | ウィリアム・ウェントワース                                                                                 | ウィリアム・ウェントワース                                                                                 | ウィリアム・ウェントワース                                                                                 | ウィリアム・ウェントワース                                                                                 | ウィリアム・ウェントワース                                                                                 |  |  |  |  |  |  |  |  |  |  |  |  |  |  |  |  |  |  |
|  |  | | | | | | | | | | | | | | | | | | | | | | |                            |                            | | | | | | |  |  |  |  |  |  |  |  |  |  |  |  |  |  |  |  |  |  |
|  |  | | | | | ジョージ・ビング (1735-1789)                                                                               | ジョージ・ビング (1735-1789)                                                                               | ジョージ・ビング (1735-1789) | ジョージ・ビング (1735-1789) | ジョージ・ビング (1735-1789) | ジョージ・ビング (1735-1789) | | | アン・コノリー (-1806)                                                                                 | アン・コノリー (-1806)                                                                                 | アン・コノリー (-1806)                                                                                 | アン・コノリー (-1806)                                                                                 | アン・コノリー (-1806)                                                                                 | アン・コノリー (-1806)                                                                                 | | | | |                            |                            | フレデリック・ウェントワース 第3代ストラフォード伯爵 第3代ウェントワース子爵 第5代レイビー男爵 (1732-1799) | フレデリック・ウェントワース 第3代ストラフォード伯爵 第3代ウェントワース子爵 第5代レイビー男爵 (1732-1799) | フレデリック・ウェントワース 第3代ストラフォード伯爵 第3代ウェントワース子爵 第5代レイビー男爵 (1732-1799) | フレデリック・ウェントワース 第3代ストラフォード伯爵 第3代ウェントワース子爵 第5代レイビー男爵 (1732-1799) | フレデリック・ウェントワース 第3代ストラフォード伯爵 第3代ウェントワース子爵 第5代レイビー男爵 (1732-1799) | フレデリック・ウェントワース 第3代ストラフォード伯爵 第3代ウェントワース子爵 第5代レイビー男爵 (1732-1799) |  |  |  |  |  |  |  |  |  |  |  |  |  |  |  |  |  |  |
|  |  | | | | | ジョージ・ビング (1735-1789)                                                                               | ジョージ・ビング (1735-1789)                                                                               | ジョージ・ビング (1735-1789) | ジョージ・ビング (1735-1789) | ジョージ・ビング (1735-1789) | ジョージ・ビング (1735-1789) | | | アン・コノリー (-1806)                                                                                 | アン・コノリー (-1806)                                                                                 | アン・コノリー (-1806)                                                                                 | アン・コノリー (-1806)                                                                                 | アン・コノリー (-1806)                                                                                 | アン・コノリー (-1806)                                                                                 | | | | |                            |                            | フレデリック・ウェントワース 第3代ストラフォード伯爵 第3代ウェントワース子爵 第5代レイビー男爵 (1732-1799) | フレデリック・ウェントワース 第3代ストラフォード伯爵 第3代ウェントワース子爵 第5代レイビー男爵 (1732-1799) | フレデリック・ウェントワース 第3代ストラフォード伯爵 第3代ウェントワース子爵 第5代レイビー男爵 (1732-1799) | フレデリック・ウェントワース 第3代ストラフォード伯爵 第3代ウェントワース子爵 第5代レイビー男爵 (1732-1799) | フレデリック・ウェントワース 第3代ストラフォード伯爵 第3代ウェントワース子爵 第5代レイビー男爵 (1732-1799) | フレデリック・ウェントワース 第3代ストラフォード伯爵 第3代ウェントワース子爵 第5代レイビー男爵 (1732-1799) |  |  |  |  |  |  |  |  |  |  |  |  |  |  |  |  |  |  |
|  |  | | | | | | | | | | | | | | | | | | | | | | |                            |                            | | | | | | |  |  |  |  |  |  |  |  |  |  |  |  |  |  |  |  |  |  |
|  |  | | | | | | | | | ジョン・ビング 初代ストラフォード伯爵 (第3期) 初代インフィールド子爵 初代ストラフォード男爵 (1772-1860)                                                                            | | | | | | | | | | | | | |                            |                            | | | | | | |  |  |  |  |  |  |  |  |  |  |  |  |  |  |  |  |  |  |
|  |  | | | | | | | | | | | | | | | | | | | | | | |                            |                            | | | | | | |  |  |  |  |  |  |  |  |  |  |  |  |  |  |  |  |  |  |
|  |  | | | | | | | | | ジョージ・ビング 第2代ストラフォード伯爵 第2代インフィールド子爵 第2代ストラフォード男爵 (1806-1886)                                                                               | | | | | | | | | | | | | |                            |                            | | | | | | |  |  |  |  |  |  |  |  |  |  |  |  |  |  |  |  |  |  |
|  |  | | | | | | | | | | | | | | | | | | | | | | |                            |                            | | | | | | |  |  |  |  |  |  |  |  |  |  |  |  |  |  |  |  |  |  |
|  |  | | | | | | | | | | | | | | | | | | | | | | |                            |                            | | | | | | |  |  |  |  |  |  |  |  |  |  |  |  |  |  |  |  |  |  |
|  |  | ジョージ・ビング 第3代ストラフォード伯爵 第3代インフィールド子爵 第3代ストラフォード男爵 (1830-1898)     | ジョージ・ビング 第3代ストラフォード伯爵 第3代インフィールド子爵 第3代ストラフォード男爵 (1830-1898)     | ジョージ・ビング 第3代ストラフォード伯爵 第3代インフィールド子爵 第3代ストラフォード男爵 (1830-1898)     | ジョージ・ビング 第3代ストラフォード伯爵 第3代インフィールド子爵 第3代ストラフォード男爵 (1830-1898)     | ジョージ・ビング 第3代ストラフォード伯爵 第3代インフィールド子爵 第3代ストラフォード男爵 (1830-1898)       | ジョージ・ビング 第3代ストラフォード伯爵 第3代インフィールド子爵 第3代ストラフォード男爵 (1830-1898)       | | | ヘンリー・ビング 第4代ストラフォード伯爵 第4代インフィールド子爵 第4代ストラフォード男爵 (1831-1899)                                                                               | ヘンリー・ビング 第4代ストラフォード伯爵 第4代インフィールド子爵 第4代ストラフォード男爵 (1831-1899)                                                                               | ヘンリー・ビング 第4代ストラフォード伯爵 第4代インフィールド子爵 第4代ストラフォード男爵 (1831-1899)                                                                               | ヘンリー・ビング 第4代ストラフォード伯爵 第4代インフィールド子爵 第4代ストラフォード男爵 (1831-1899)                                                                               | ヘンリー・ビング 第4代ストラフォード伯爵 第4代インフィールド子爵 第4代ストラフォード男爵 (1831-1899)   | ヘンリー・ビング 第4代ストラフォード伯爵 第4代インフィールド子爵 第4代ストラフォード男爵 (1831-1899)   | | | フランシス・ビング 第5代ストラフォード伯爵 第5代インフィールド子爵 第5代ストラフォード男爵 (1835-1918) | フランシス・ビング 第5代ストラフォード伯爵 第5代インフィールド子爵 第5代ストラフォード男爵 (1835-1918) | フランシス・ビング 第5代ストラフォード伯爵 第5代インフィールド子爵 第5代ストラフォード男爵 (1835-1918) | フランシス・ビング 第5代ストラフォード伯爵 第5代インフィールド子爵 第5代ストラフォード男爵 (1835-1918) | フランシス・ビング 第5代ストラフォード伯爵 第5代インフィールド子爵 第5代ストラフォード男爵 (1835-1918) | フランシス・ビング 第5代ストラフォード伯爵 第5代インフィールド子爵 第5代ストラフォード男爵 (1835-1918) |                            |                            | | | | | | |  |  |  |  |  |  |  |  |  |  |  |  |  |  |  |  |  |  |
|  |  | ジョージ・ビング 第3代ストラフォード伯爵 第3代インフィールド子爵 第3代ストラフォード男爵 (1830-1898)     | ジョージ・ビング 第3代ストラフォード伯爵 第3代インフィールド子爵 第3代ストラフォード男爵 (1830-1898)     | ジョージ・ビング 第3代ストラフォード伯爵 第3代インフィールド子爵 第3代ストラフォード男爵 (1830-1898)     | ジョージ・ビング 第3代ストラフォード伯爵 第3代インフィールド子爵 第3代ストラフォード男爵 (1830-1898)     | ジョージ・ビング 第3代ストラフォード伯爵 第3代インフィールド子爵 第3代ストラフォード男爵 (1830-1898)       | ジョージ・ビング 第3代ストラフォード伯爵 第3代インフィールド子爵 第3代ストラフォード男爵 (1830-1898)       | | | ヘンリー・ビング 第4代ストラフォード伯爵 第4代インフィールド子爵 第4代ストラフォード男爵 (1831-1899)                                                                               | ヘンリー・ビング 第4代ストラフォード伯爵 第4代インフィールド子爵 第4代ストラフォード男爵 (1831-1899)                                                                               | ヘンリー・ビング 第4代ストラフォード伯爵 第4代インフィールド子爵 第4代ストラフォード男爵 (1831-1899)                                                                               | ヘンリー・ビング 第4代ストラフォード伯爵 第4代インフィールド子爵 第4代ストラフォード男爵 (1831-1899)                                                                               | ヘンリー・ビング 第4代ストラフォード伯爵 第4代インフィールド子爵 第4代ストラフォード男爵 (1831-1899)   | ヘンリー・ビング 第4代ストラフォード伯爵 第4代インフィールド子爵 第4代ストラフォード男爵 (1831-1899)   | | | フランシス・ビング 第5代ストラフォード伯爵 第5代インフィールド子爵 第5代ストラフォード男爵 (1835-1918) | フランシス・ビング 第5代ストラフォード伯爵 第5代インフィールド子爵 第5代ストラフォード男爵 (1835-1918) | フランシス・ビング 第5代ストラフォード伯爵 第5代インフィールド子爵 第5代ストラフォード男爵 (1835-1918) | フランシス・ビング 第5代ストラフォード伯爵 第5代インフィールド子爵 第5代ストラフォード男爵 (1835-1918) | フランシス・ビング 第5代ストラフォード伯爵 第5代インフィールド子爵 第5代ストラフォード男爵 (1835-1918) | フランシス・ビング 第5代ストラフォード伯爵 第5代インフィールド子爵 第5代ストラフォード男爵 (1835-1918) |                            |                            | | | | | | |  |  |  |  |  |  |  |  |  |  |  |  |  |  |  |  |  |  |
|  |  | | | | | | | | | | | | | | | | | | | | | | |                            |                            | | | | | | |  |  |  |  |  |  |  |  |  |  |  |  |  |  |  |  |  |  |
|  |  | | | | | | | | | | | | | エドムンド・ビング 第6代ストラフォード伯爵 第6代インフィールド子爵 第6代ストラフォード男爵 (1862-1951) | エドムンド・ビング 第6代ストラフォード伯爵 第6代インフィールド子爵 第6代ストラフォード男爵 (1862-1951) | エドムンド・ビング 第6代ストラフォード伯爵 第6代インフィールド子爵 第6代ストラフォード男爵 (1862-1951) | エドムンド・ビング 第6代ストラフォード伯爵 第6代インフィールド子爵 第6代ストラフォード男爵 (1862-1951) | エドムンド・ビング 第6代ストラフォード伯爵 第6代インフィールド子爵 第6代ストラフォード男爵 (1862-1951) | エドムンド・ビング 第6代ストラフォード伯爵 第6代インフィールド子爵 第6代ストラフォード男爵 (1862-1951) | | | イヴォ・ビング (1874-1949)                                                                             | イヴォ・ビング (1874-1949)                                                                             | イヴォ・ビング (1874-1949) | イヴォ・ビング (1874-1949) | イヴォ・ビング (1874-1949)                                                                                 | イヴォ・ビング (1874-1949)                                                                                 | | | | |  |  |  |  |  |  |  |  |  |  |  |  |  |  |  |  |  |  |
|  |  | | | | | | | | | | | | | エドムンド・ビング 第6代ストラフォード伯爵 第6代インフィールド子爵 第6代ストラフォード男爵 (1862-1951) | エドムンド・ビング 第6代ストラフォード伯爵 第6代インフィールド子爵 第6代ストラフォード男爵 (1862-1951) | エドムンド・ビング 第6代ストラフォード伯爵 第6代インフィールド子爵 第6代ストラフォード男爵 (1862-1951) | エドムンド・ビング 第6代ストラフォード伯爵 第6代インフィールド子爵 第6代ストラフォード男爵 (1862-1951) | エドムンド・ビング 第6代ストラフォード伯爵 第6代インフィールド子爵 第6代ストラフォード男爵 (1862-1951) | エドムンド・ビング 第6代ストラフォード伯爵 第6代インフィールド子爵 第6代ストラフォード男爵 (1862-1951) | | | イヴォ・ビング (1874-1949)                                                                             | イヴォ・ビング (1874-1949)                                                                             | イヴォ・ビング (1874-1949) | イヴォ・ビング (1874-1949) | イヴォ・ビング (1874-1949)                                                                                 | イヴォ・ビング (1874-1949)                                                                                 | | | | |  |  |  |  |  |  |  |  |  |  |  |  |  |  |  |  |  |  |
|  |  | | | | | | | | | | | | | | | | | | | | | ロバート・ビング 第7代ストラフォード伯爵 第7代インフィールド子爵 第7代ストラフォード男爵 (1904-1984)   | |                            |                            | | | | | | |  |  |  |  |  |  |  |  |  |  |  |  |  |  |  |  |  |  |
|  |  | | | | | | | | | | | | | | | | | | | | | | |                            |                            | | | | | | |  |  |  |  |  |  |  |  |  |  |  |  |  |  |  |  |  |  |
|  |  | | | | | | | | | | | | | | | | | | | | | トマス・ビング 第8代ストラフォード伯爵 第8代インフィールド子爵 第8代ストラフォード男爵 (1936-2016)     | |                            |                            | | | | | | |  |  |  |  |  |  |  |  |  |  |  |  |  |  |  |  |  |  |
|  |  | | | | | | | | | | | | | | | | | | | | | | |                            |                            | | | | | | |  |  |  |  |  |  |  |  |  |  |  |  |  |  |  |  |  |  |
|  |  | | | | | | | | | | | | | | | | | | | | | ロバート・ビング 第9代ストラフォード伯爵 第9代インフィールド子爵 第9代ストラフォード男爵 (1964-)       | |                            |                            | | | | | | |  |  |  |  |  |  |  |  |  |  |  |  |  |  |  |  |  |  |
|  |  | | | | | | | | | | | | | | | | | | | | | | |                            |                            | | | | | | |  |  |  |  |  |  |  |  |  |  |  |  |  |  |  |  |  |  |
|  |  | | | | | | | | | | | | | | | | | | | | | サミュエル・ビング (法定推定相続人) (1998-)                                                            | |                            |                            | | | | | | |  |  |  |  |  |  |  |  |  |  |  |  |  |  |  |  |  |  |